# Lesina (Olaszország)
Lesina község (comune) Olaszország Puglia régiójában, Foggia megyében.

## Fekvése
A város a Gargano-hegység északi lejtőjén fekszik, a Lesina-tó partján, amely után nevét is kapta. A tó magas sótartalma kedvez az angolnatenyésztésnek.

## Története
A város területét már a neolitikumban is lakták. Az első település azonban a rómaiak idejéből származik (Alexina).

## Népessége
A lakosság alakulása:

## Főbb látnivalói
A város fő nevezetessége az óvárosa és katedrálisa (12. században épült) valamint a Caldoli-forrás, amelyen keresztül termálvíz ömlik a felszínre.